# توماس بي
توماس بي (بالإنجليزية: Thomas Bee)‏ (و. 1739 – 1812 م)هو محامي، وقاضي، وسياسي من الولايات المتحدة الأمريكية . ولد في تشارلستون، كارولاينا الجنوبية .